# No Sleep 'til Hammersmith
No Sleep 'til Hammersmith — перший живий альбом англійської групи Motörhead, який був випущений 27 червня 1981 року.

## Композиції
1. Ace of Spades - 3:01
2. Stay Clean - 2:50
3. Metropolis - 3:31
4. The Hammer - 3:05
5. Iron Horse/Born to Lose - 3:58
6. No Class - 2:34
7. Overkill - 5:13
8. (We Are) the Road Crew - 3:31
9. Capricorn - 4:40
10. Bomber - 3:24
11. Motorhead - 4:47

## Склад
- Леммі Кілмістер - вокал
- Едді «Фаст» Кларк - гітара
- Філ «Філті Енімал» Тейлор - ударні